# Toxodon
A Toxodon az emlősök (Mammalia) osztályának a fosszilis Notoungulata rendjébe, ezen belül a Toxodontidae családjába tartozó nem.

## Rendszerezés
A nembe az alábbi fajok tartoztak:
- Toxodon antiquus
- Toxodon gezi
- Toxodon giganteus
- Toxodon platensis (típusfaj)
- ?Toxodon chapadmalensis
- ?Toxodon darwini
- ?Toxodon ensenadense

## Tudnivalók

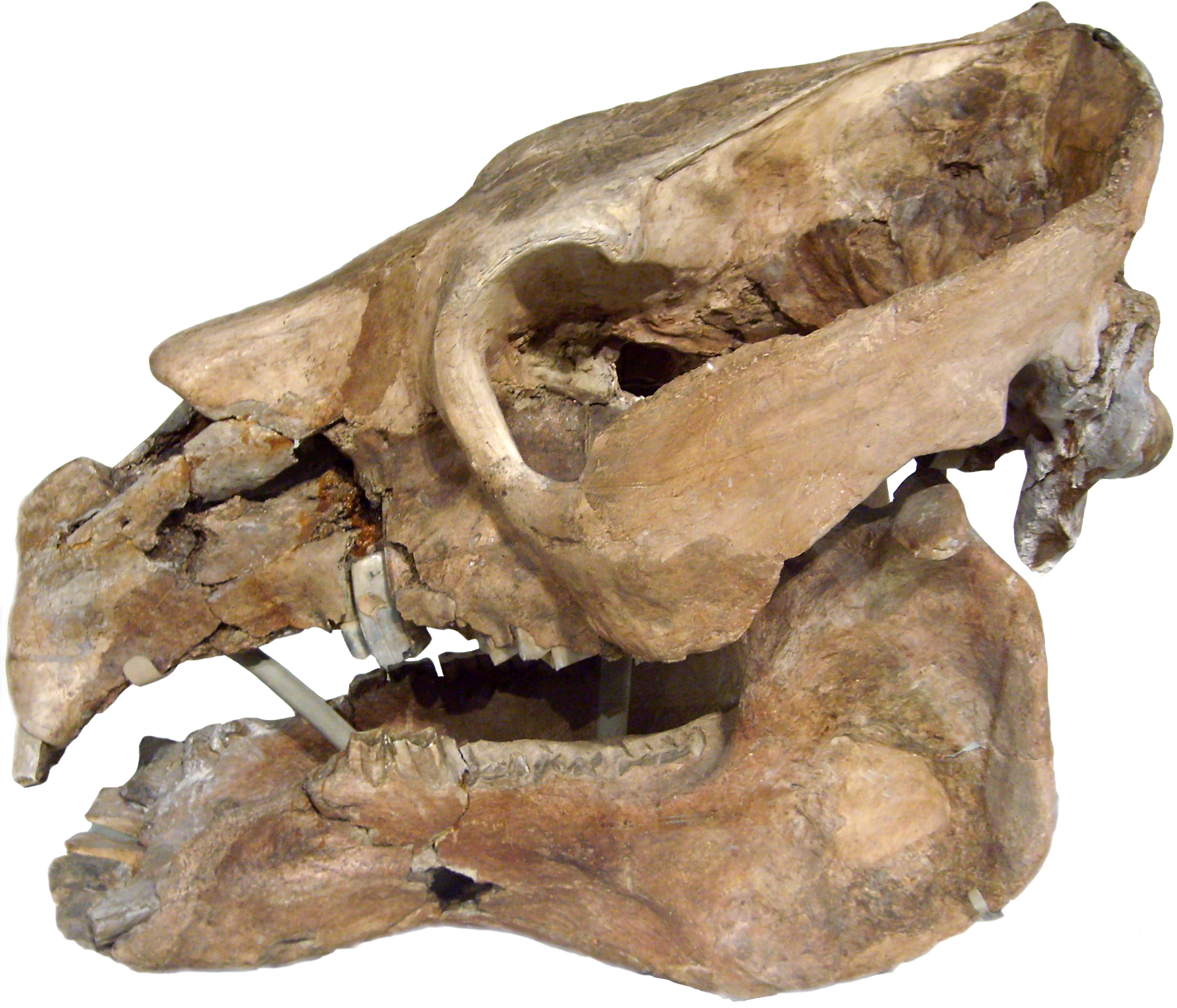
Toxodon koponya

A Toxodon egy kihalt dél-amerikai patás nem, amely a mai víziló szerepét töltötte be, a késő pliocén és pleisztocén korokban. A Toxodon azok a kevés Notoungulata közé tartozik, amelyek átvészelték a nagy amerikai faunacserét. Feltételezik, hogy kipusztulásához vagy az ember, vagy a klímaváltozás járult, a pleisztocén korban.
Maradványait először Charles Darwin tanulmányozta, a Beagle-ön való utazása során. Feltételezik, hogy az állat úgy élt, mint a vízilovak, de Dél-Amerikában, és a Smilodon populator vadászhatott reá.
A Toxodon platensis egy nagy görbült lábú, 2,7 méter hosszú, 1,5 méter magas és 1415 kilogramm tömegű, orrszarvúszerű megjelenésű állat volt.

## Képek

A csontváza
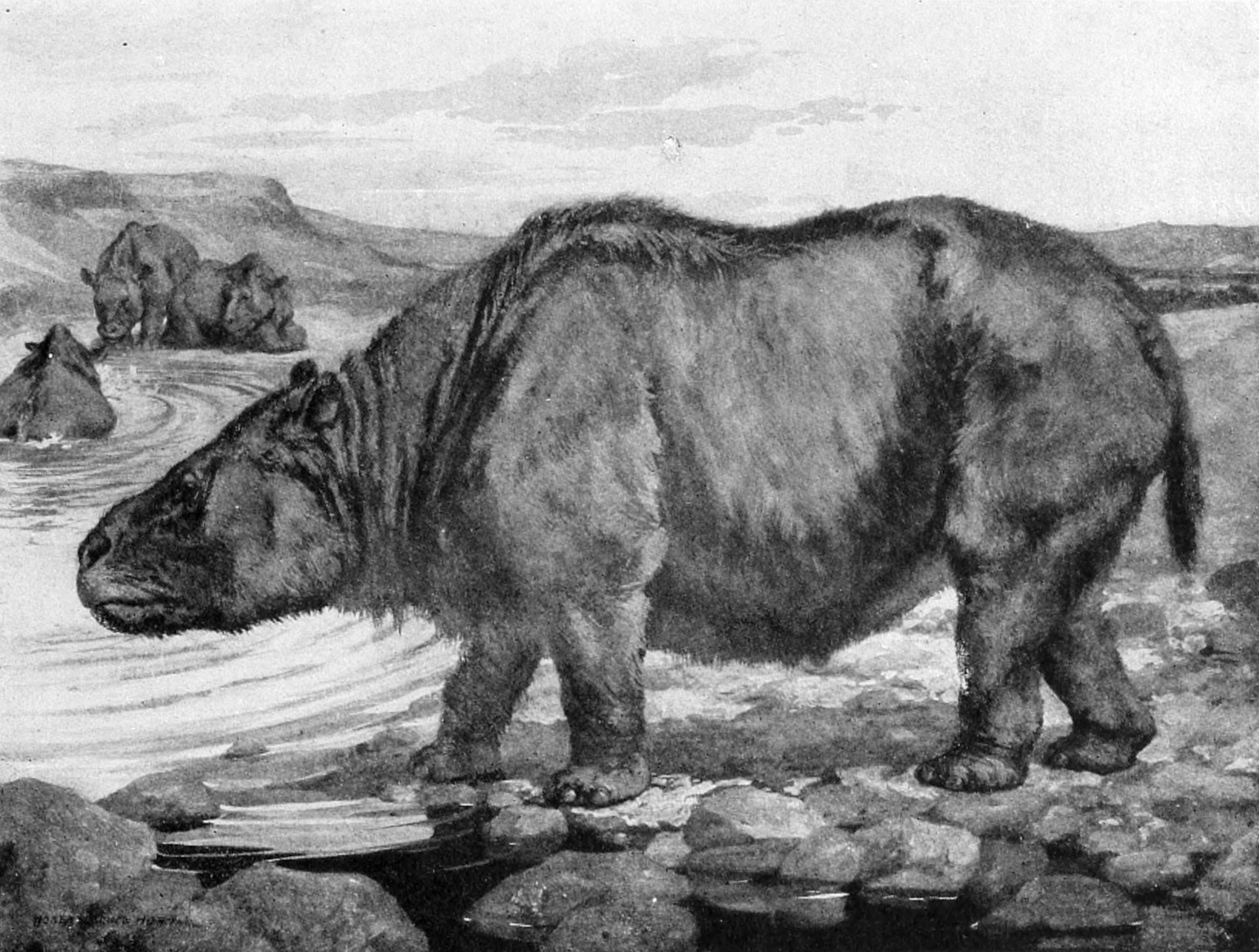
Korábbi rajz az állatról